# إيه بي بي

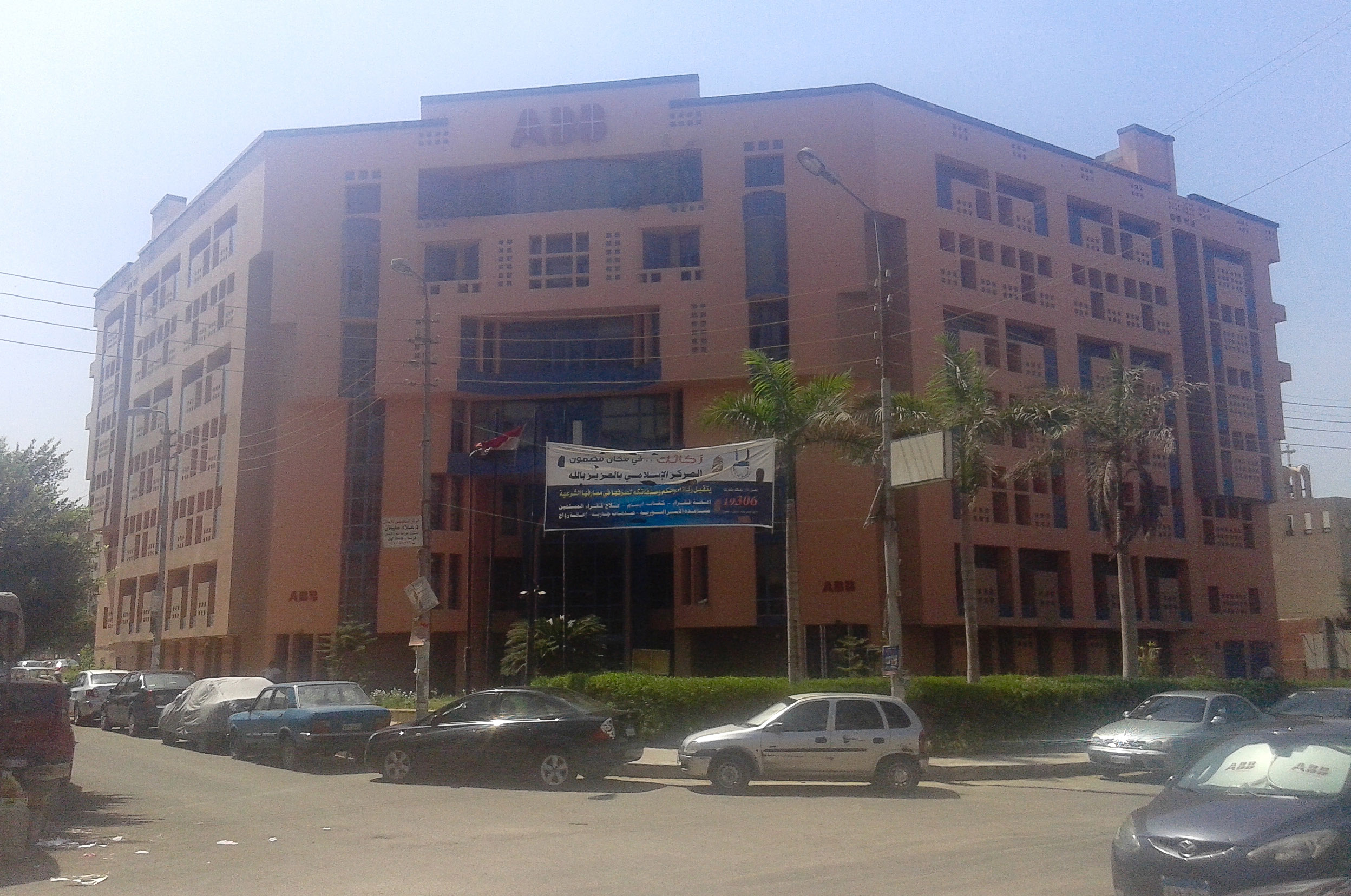
مقر شركة إيه بي بي في القاهرة

مجموعة إيه بي بي، مجموعة شركات سويسرية سويدية متعددة الجنسيات يقع مقرها الرئيسي في زيوريخ، سويسرا، تعمل بشكل رئيسي في مجال الروبوتات، الطاقة، المعدات الكهربائية الثقيلة وتكنولوجيا التشغيل الآلي. تحتل المجموعة المرتبة 341 في قائمة فورتشن جلوبال 500 لعام 2018، لم تغادر الشركة قائمة المجلة لمدة 24 عامًا.
يتم تداول المجموعة في بورصة SIX في زيورخ، وبورصة ستوكهولم وبورصة نيويورك داخل الولايات المتحدة.

## التاريخ

مجموعة إيه بي بي في مختلف أنحاء العالم.

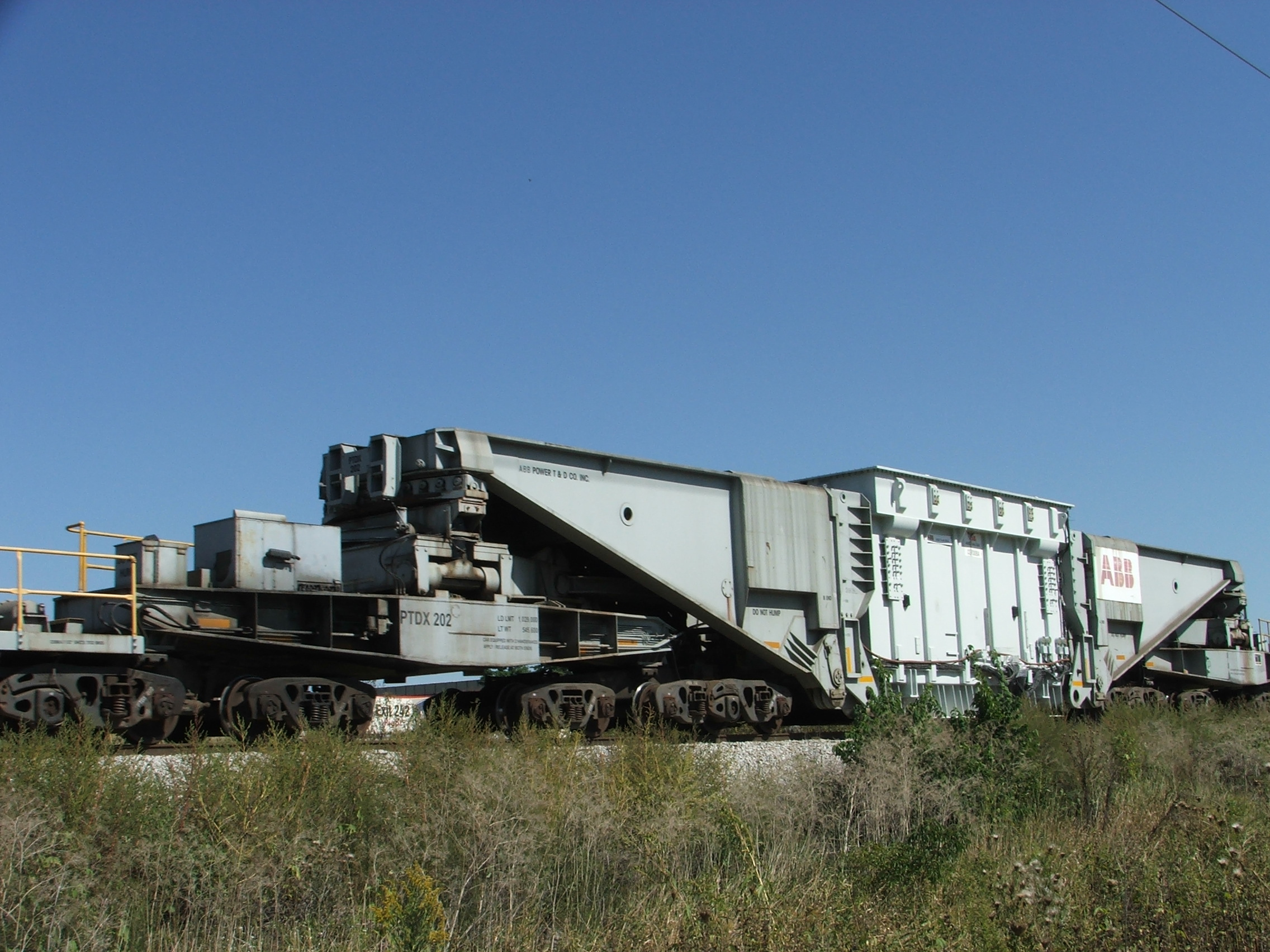
إحدى عمليات نقل محول داخل ولاية آيوا.

تعود تاريخ شركة إيه بي بي إلى أواخر القرن التاسع عشر حيث تم تأسيسها تحت اسم الشركة السويدية الكهربائية المحدودة في عام 1883 من قبل لودفيج فريدهولم في فيستيروس كمصنع للمصابيح والمولدات الكهربائية. بينما تم تأسيس «براون، بوفيري وساي» (بي بي سي) في عام 1891 في بادن، سويسرا من قبل تشارلز يوجين لانسلوت براون ووالتر بوفيري كمجموعة سويسرية لانتاج محركات التيار المتردد والثابت، المولدات، التوربينات البخارية والمحولات.
نشأت إيه بي بي بعد دمج الشركة السويدية الكهربائية المحدودة «أسيا» "ASEA" مع الشركة السويسرية براون، بوفيري وساي «بي بي سي» في عام 1988، والتي حصلت في عام 1967 على Maschinenfabrik Oerlikon. أدار الرئيس التنفيذي السابق للشركة السويدية أسيا، بيرسي بارنفيك، المجموعة حتى عام 1996.
في عام 1990، اشترت إيه بي بي قسم القياس والتحكم في شركة ويستنج هاوس. انفصل قسم التحكم في أواخر التسعينيات إلى كانون تكنولوجي بينما قسم القياس في أوائل القرن الحادي والعشرين إلى إليستر إلكيتريك.
اشترت إيه بي بي في أوائل التسعينات أيضا، شركة كومباستينج الهندسية «سي إي»، شركة أمريكية تهتم بتطوير الطاقة التقليدية للوقود الحفري وأنظمة إمدادات الطاقة النووية ويقع مقرها في كلا من ستامفورد، نوروولك وكونيتيكت. كان كلاوس أغثي هو الرئيس التنفيذي للعمليات الأمريكية في ذلك الوقت. استمرت تحت ادارته خطط التوسع، حيث اشترت المجموعة أيضا في عام 1997 شركة إيلساج بيالي، مجموعة أتمته عملية تتكون من بيالي كنترول، هارت مان وبرون وفيشر وبورتر. تعتبر هذه العملية هي أكبر عملية استحواذ في تاريخ مجموعة إيه بي بي.
اشترت ايه بي بي مجموعة International Combustion من رولز رويس في عام 1997.
في عام 2000، أصبحت شركة ألستوم هي المسئولة عن صناعات ايه بي بي للغلايات وعمليات تطوير الوقود الأحفوري. بينما تولت شركة كهرباء ويستينغهاوس البرنامج النووي للمجموعة.
في عام 2000، وقعت مجموعة إيه بي بي على عقد مع منظمة تنمية الطاقة في شبه الجزيرة الكورية (كونسورتيوم تم تشكيله في عام 1995 من قبل حكومات الولايات المتحدة، اليابان، كوريا الجنوبية والاتحاد الأوروبي) لتوصيل المعدات والخدمات لشركتين كوريتين للطاقة النووية.
خرجت المجموعة رسميا من مشروع ألستوم إيه بي بي في عام 2000، حيث باعت اهتمامها بنظم توليد الطاقة التقليدية لشركة ألستوم قبل أن تبيع شركاتها النووية إلى شركة الوقود النووي البريطاني وتندمج مع شركة كهرباء ويستينغهاوس. في عام 2001، حصلت مجموعة إيه بي بي على المرتبة الأولى في مؤشر داو جونز لاستدامة الشركات للسنة الثالثة على التوالي.
في عام 2002، طلبت المجموعة من ليندهال، المدير التنفيذي السابق للشركة إعادة اقساط التقاعد البالغ قيمتها 50 مليون دولار والتي وصفها مجلس الإدارة بأنها مفرطة. غير طلبها من رئيسها السابق بيرسي بارنيفيك أن يعيد هو الأخر جزءا من مبلغ تقاعده وقدره 87 مليون دولار. في نفس الوقت التي كشفت فيه الشركة عن خسائر في خزينة الشركة وصلت إلى 691 مليون دولار في عام 2001 نتج عن هذا انتقادات الرأي العام في سويسرا والسويد.
تم بيع مقر قسم أنظمة المبيعات الخاص بالمجموعة في عام 2004 إلى شركة كابفيس، شركة أسهم خاصة سويسرية، كجزء من إستراتيجية ايه بي بي للتركيز على تقنيات الطاقة والأتمتة.
حدث هذا بعد بيع مقري الشركة في أستراليا وهونغ كونغ في العام السابق (في مايو 2003) إلى شركة دونر إي دي أي المحدودة.
تسببت الديون المالية وقضايا الأسبست في جعل المجموعة على حافة الإفلاس في أوائل عام 2000، في عام 2006، استردت المجموعة حالتها الاقتصادية مرة أخرى بعد تسوية قضايا الأسبست. في أغسطس 2007، تم بيع لوماس جلوغال إلى سي بي أند أي.
في ديسمبر 2008، استحوذت المجموعة على شركة بير-ماك إلكتريك لتوسيع وجودها في مجال صناعة النفط والغاز في غرب كندا.
في عام 2009، قامت المجموعة بإعادة تنظيم أقسام التشغيل الآلي الخاصة بها. واعتبارًا من 1 يناير 2010، تم إعادة تجميع وحدات الأعمال في قسم منتجات الأتمتة والروبوتات إلى قسمين جديدين هما قسم الأتمتة والحركة وقسم منتجات الجهود المنخفضة.
في مايو 2010، استحوذت المجموعة على شركة البرمجيات فينتكس مقابل 1 مليار دولار. بينما استحوذت في 9 مايو 2011، على شركة مينكوم الأسترالية المحدودة مقابل مبلغ لم يتم الإعلان عنه. تم دمج كلا من فينتكس ومينكوم تحت اسم فينتكس في 29 يوليو 2011 قبل ان يتم ادراجها في كأحد منتجات الشركة التجارية.
في عام 2011، استحوذت المجموعة على شركة بالدور اليكتريك الأمريكية مقابل 4.2 مليار دولار في صفقة نقدية شاملة. في 30 يناير 2012، استحوذت المجموعة على شركة توماس أند بيتس في صفقة نقدية بقيمة 3.9 مليار دولار.
في 25 سبتمبر 2017، تم الإعلان عن محاولة المجموعة شراء شركة جي إي والتي تم تكليلها بالنجاح في 30 يونيو 2018.

## الهيكل التنظيمي
تعتبر مجموعة إيه بي بي هي أكبر شركة لبناء الشبكات الكهربائية في العالم كما لها مساهمات كبيرة في تقنيات الطاقة والأتمتة. مع تاريخ طويل من النمو من خلال عمليات الدمج والاستحواذ، دخلت المجموعة مرحلة توحيد الهيكل منذ عام 2014.
لدى الشركة قسم واحد للشركة وأربعة أقسام إنتاج تمت إعادة تنظيمة في يناير 2017. تعتمد المؤسسة في إدارتها على الهيكل المصفوفي.

### المنتجات الكهربائية
يقوم قسم المنتجات الكهربية بتصنيع:
- المنتجات ذات الجهد المنخفض والمتوسط. بما في ذلك البنية التحتية للمركبات الكهربائية، محولات الطاقة الشمسية، المحطات الفرعية، التشغيل الآلي للتوزيع.
- منتجات لحماية الناس والمنشآت والمعدات الإلكترونية من الحمل الزائد الكهربائية مثل الاطارات، حامل الكابلات، القواطع ذات الجهد المنخفض.
- أجهزة القياس والاستشعار، منتجات التحكم، المفاتيح الكهربائية وملحقات الأسلاك.

تهتم المجموعة أيضا بأنظمة KNX التي تقوم بدمج وأتمتة التجهيزات الكهربائية في المبنى كالإضاءة، أنظمة التهوية، شبكات اتصال البيانات والأمان.
أدى الاستحواذ على مجموعة جي إي التي تم اغلاقها في يونيو 2018 إلى تعزيز المركز العالمي للشركة ونقلها لتصبح الشركة الثانية على مستوى العالم في صناعة المنتجات الكهربية.

### الروبوتات والحركة

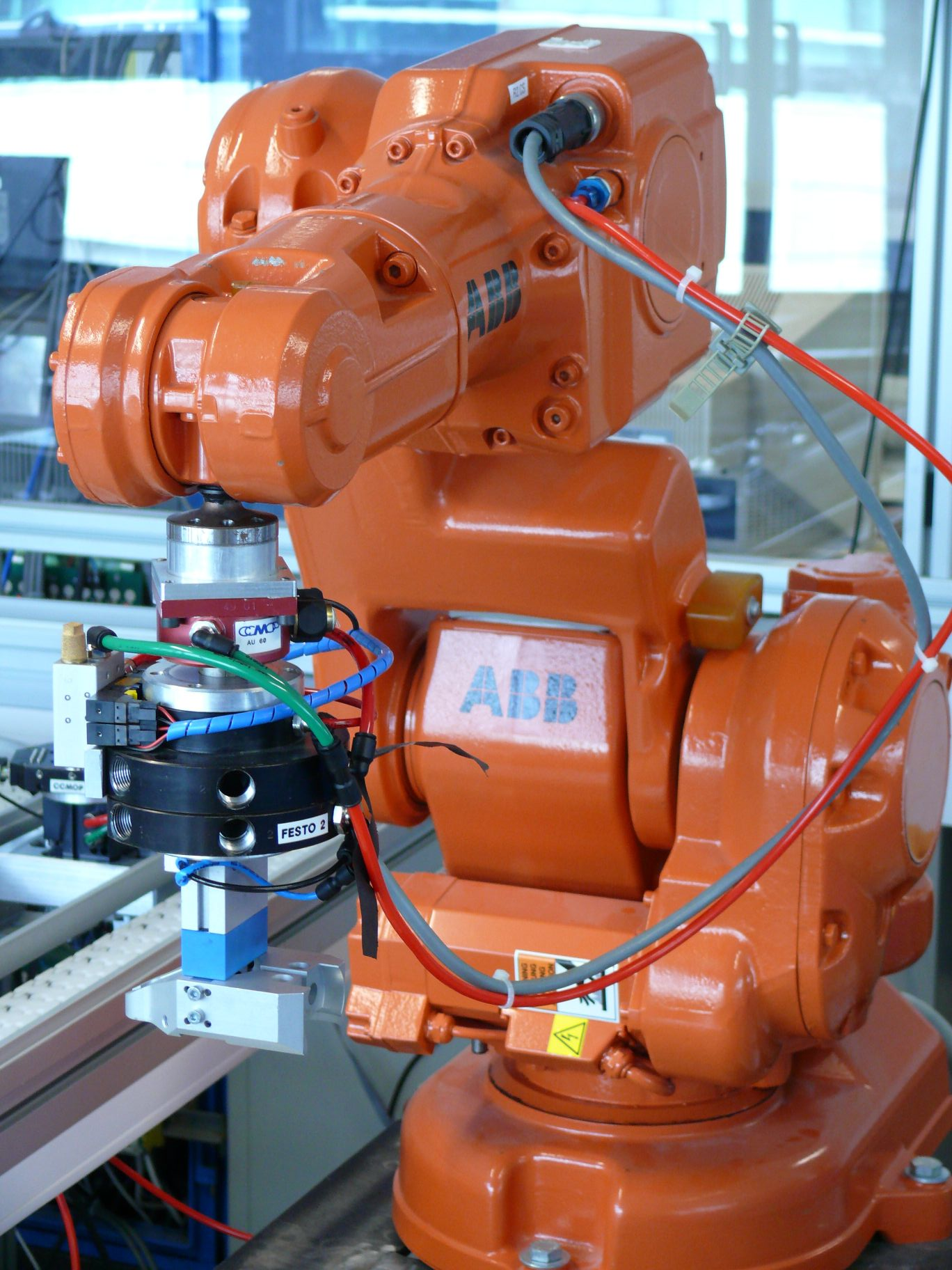
روبوت صناعي من صنع المجموعة.

يقدم قسم الروبوتات والحركة المنتجات والخدمات اللازمة للإنتاج الصناعي مثل المحركات الكهربائية، المولدات، أجهزة التحكم في السرعة والتردد والجهد والضغط، الأجهزة الإلكترونية والروبوتات الصناعية. قامت المجموعة بتصنيع أكثر من 300,000 إنسان آلي. في عام 2006، افتتحت المجموعة مركزًا صناعيًا في شنغهاي، الصين.
في الأونة الأخيرة ومع بداية عصر الطاقة أيضا بدأت المجموعة بصناعة توربينات الرياح، محولات الطاقة الشمسية بواحدت مزوده الطاقة اللامنقطعةالخاصة بها.
الأتمتة الصناعية
يوفر قسم الأتمتة الصناعية أنظمة التحكم وتطبيقات التشغيل الآلي الخاصة بالصناعة.
حيث توفر الأدوات والتكنولوجيا اللازمة لصناعات النفط والغاز، الطاقة، الكيماويات، المستحضرات الصيدلانية، اللب، الورق، المعادن، الفلزات البحرية والتوربو. يتكون القسم من سبع وحدات عمل:
1. تقنيات التحكم (المورد الأول في العالم لDCS)
2. البحرية والموانئ
3. القياس والتحليلات
4. النفط والغاز والكيماويات
5. توليد الطاقة والمياه.
6. صناعات العمليات.
7. شحن التربورنات.

### شبكات كهربائية
يقدم قسم الشبكات الكهربائية التكنولوجيا والمكونات اللازمة لعمليات نقل وتوزيع الكهرباء حيث يضم خط الإنتاج المحولات، المفاتيح الكهربائية، قواطع الدائرة، المعدات ذات الجهد العالي المرتبطة بها مثل المرحلات الواقية الرقمية.
يقدم القسم أيضا خدمات الصيانة. كما يقدم أنظمة متكاملة، خدمات لنقل الطاقة، شبكات التوزيع ومحطات الطاقة بما في ذلك المحطات الفرعية وأنظمة التشغيل الآلي للمنافذ المرنة أنظمة نقل التيار المتردد المرنة (FACTS)، وأنظمة التيار المباشر عالي الجهد (HVDC) وأنظمة إدارة الشبكات.
ينقسم القسم إلى أربع وحدات فرعية:
1. منتجات الجهد العالي
2. المحولات
3. أتمتة الشبكة
4. تكامل الشبكة

## آخرى
في مايو 2013، انضمت ABB Sécheron SA إلى العديد من المجموعات في مؤتمر عقد بمدينة جنيف في محاولات إيجاد نظام شحن جديد للقطارات الكهربية. فبدلا من الأسلاك العلوية، يتم الشحن عن طريق أجهزة علوية ثابتة تقع في محطات على طول الطريق وفي المحطة الرئيسية. ناقش جان لوك فافر، رئيس شركة ISI للسكك الحديدية، الدور الواعد لتحسين تكنولوجيا النقل الكهربائي داخل المجموعة.

## الإدارة
تولي أولريتش سبيسهوفر منصب المدير التنفيذي منذ سبتمبر 2013. بينما يترأس مجلس الإدارة بيتر فوسر المنتخب في أبريل 2015 وخلف هوبرتوس فون غرونبرغ الذي كان مديرا تنفيذيا منذ مايو 2007. كان يورجن دورمان رئيسًا في الفترة من 2002 إلى 2007 وبيرسي بارنيفيك من 1999 إلى 2002.

### المستثمرون الأساسيون
تمتلك شركة الاستثمار السويدية المستثمر إيه بي أغلب أسهم الشركة (10.48%، أكبر حصة منفرد في الشركة وفقا لعام #$%&) التي تملكها عائلة فالنبرغ.

## وصلات خارجية
- الموقع الرسمي
- صفحة إيه بي بي- على اليوتيوب.
- صفحة إيه بي بي للروبوتات- على اليوتيوب.
- صفحة إيه بي بي للشبكات الكهربية- على اليوتيوب.
- وثائق ومستندات عن مجموعة إيه بي بي.
- 125 عام لمجموعة إيه بي بي.